# TGV Atlantique
TGV Atlantique (TGV-A) este o clasă de trenuri de mare viteză utilizată în Franța de SNCF; au fost construite de Alstom între 1988 și 1992 și au fost a doua generație de trenuri TGV, după trenurile TGV Sud-Est. Trenurile au fost numite după linia LGV Atlantique pentru care au fost construite inițial.
Au fost construite 105 seturi bi-curent, numerotate 301-405. Intrarea în serviciu a început în 1989. Au 237,5 m lungime și 2,904 m lățime. Cântăresc 444 t și sunt formate din două mașini motorizate și zece vagoane cu un total de 485 de locuri. Au fost construite pentru o viteză maximă de 300 km/h cu 8,8 kW putere totală sub 25 kV.
Din 2015, multe dintre aceste unități au fost casate, doar 28 fiind încă în serviciu în 2022. Cea mai mare parte a flotei rămase a fost renovată și este folosită în principal pentru trenuri mai lente între Paris și Bordeaux, care utilizează doar o parte din LGV Atlantique și LGV Sud Europe Atlantique. Serviciile rapide de pe traseu sunt acum operate de TGV cu capacitate mai mare „Océane”.
Unitatea modificată 325 a stabilit recordul mondial de viteză în 1990 pe noul LGV înainte de deschidere. Au fost făcute modificări, cum ar fi o aerodinamică îmbunătățită, roți mai mari și frânare îmbunătățită pentru a permite viteze de testare de peste 500 km/h . Rama a fost redusă la două locomotive și trei vagoane pentru a îmbunătăți raportul putere-greutate, ea cântărind 250 t. Recordul mondial al TGV Atlantique a fost bătut pe 3 aprilie 2007 de un TGV POS⁠(d) rulând pe LGV Est, care a atins o viteză maximă de 574,8 km/h.

## Detalii despre flotă
| Clasă       | Număr în serviciu | An de fabricatie | Operator | Unități originale    | Note     |
| ----------- | ----------------- | ---------------- | -------- | -------------------- | -------- |
| Seria 24000 | 28                | 1988 – 1992      | SNCF     | 301-405 (105 bucăți) | Bicurent |